# آکاشی تاکه‌نوری

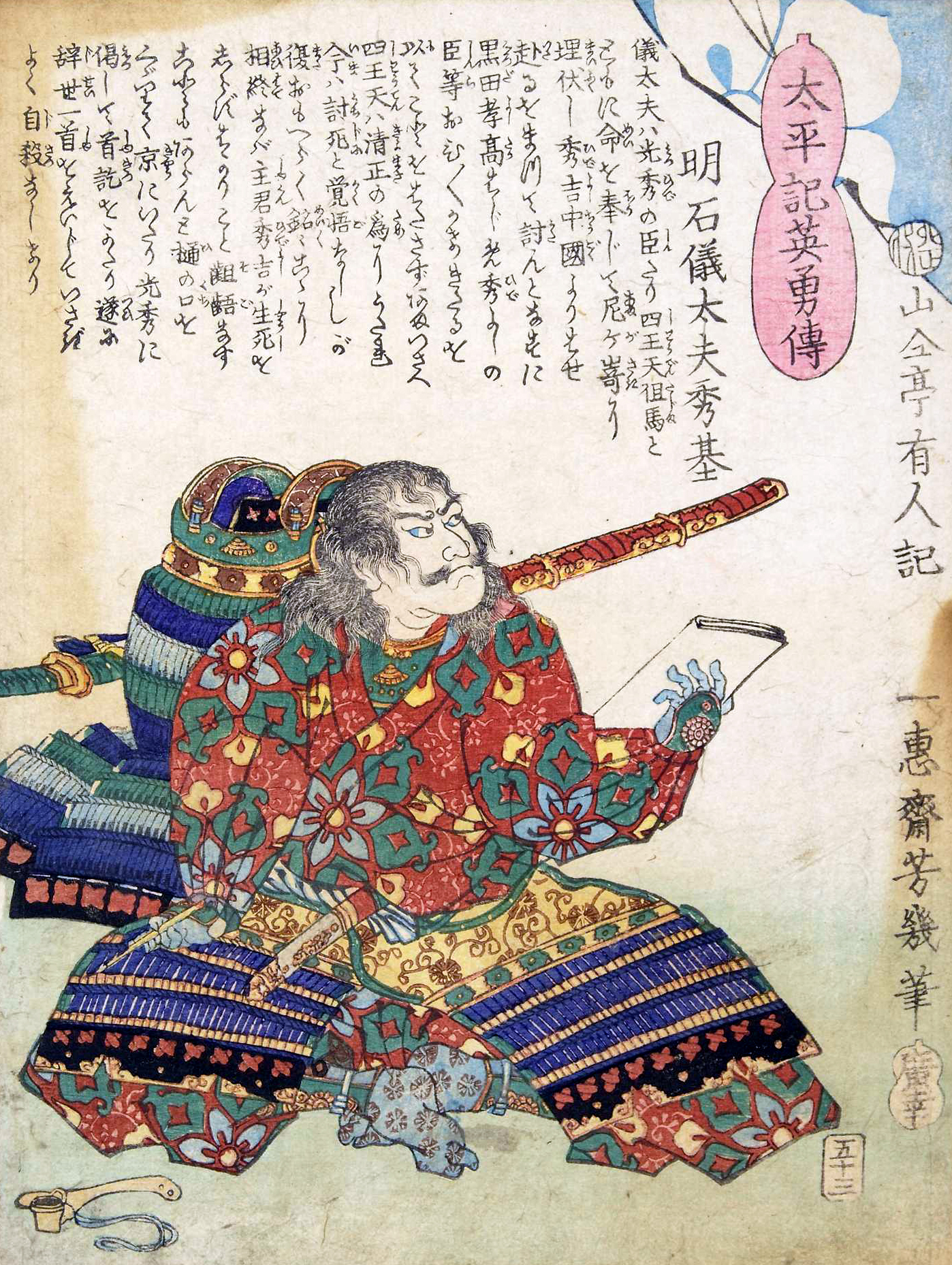
Portrait of Akashi Takenori from Utagawa Yoshiiku's Heroes of the Taiheiki

آکاشی تاکه‌نوری (به ژاپنی: 明石 全登 Akashi Takenori)، نام‌های دیگر ماساتاکا، زنتو، تروزومی، ناریتویو (۱۵۶۶–۱۶۱۸ میلادی) یک سامورایی ژاپنی در دوره آزوچی–مومویاما و اوایل دوره ادو بود.